# 君は天然色
「君は天然色」（きみはてんねんしょく）は、1981年3月21日に発売された大滝詠一通算7作目のシングル。

## 解説
「君は天然色」はアルバム『A LONG VACATION』収録曲。アルバムと同日発売されたが、イントロのチューニング〜カウントがカットされている。シングル・ヴァージョンは、後に2014年リリースのオールタイム・ベスト『Best Always』に収録、CD化された。 
大瀧は須藤薫への提供曲「あなただけI LOVE YOU」に続く第二弾として、須藤のディレクターであった川端薫からもう一曲依頼を受けたが、男性向きではないかという意見から不採用となった曲が、後に「君は天然色」となった。大人数でのレコーディング、吉田保によるエンジニアリングなど、「あなただけI LOVE YOU」のレコーディングが、結果として「君は天然色」の予行演習となった。大瀧によれば、須藤は残念がっていたというが、この曲を返してくれた川端に感謝しているという。間奏は元々クレイジー・パーティーの「がんばれば愛」の時に浮かんだ曲想とデモ・テープに入れて使われなかった間奏が、そっくりそのままこの曲で実現されている。
歌詞は『A LONG VACATION』収録の他の曲同様松本隆へ依頼したが、仲の良かった妹を病気で亡くし、スランプに陥っていたため制作が遅れていた。そのため、松本は他の作詞家を探してくれるよう頼んだが、大滝は「君の詞じゃないとだめだから半年でも1年でも待つ」と言い、松本に依頼することに決めたため、結局アルバムの発売は半年遅れた。その時松本は、妹を失ったどん底の精神状況で見た街の色から「想い出はモノクローム」というフレーズを思いついたという。それに続く「色を点けてくれ」という詞も「人が死ぬと風景は色を失う。だから何色でもいい。染めてほしいとの願いだった」という。
バック・トラックのレコーディング時には、サビを全音上へ転調する予定だったが、歌録りのときに声域が合わなかったという。大滝は「音域的に出ないわけじゃないのだけど、歌詞を乗せたときにあまりに違和感があった。だからどうしたものかと少し考えて、“よし、サビだけキーを下げよう！”って」ハーモナイザーで全音下げられた、と語る。ピッチ・ダウンで若干失われた高域はパーカッションのベルをダビングすることで補完された。さらに「元々はEで始まるイントロから、Aのキメを挟んでDで平歌に入り、サビがEで、さらに間奏も転調というジェットコースターのような展開。イントロとサビが同じコード進行と考えると分かりやすいのだけど、最終的にリリースされていたのではトニック・コードがサビという珍しい展開になった」という。ピッチ・コンバート前のオリジナル・ベーシック・トラックは『A LONG VACATION 30th Edition』のボーナス・ディスク<A LONG VACATION TRACKS>に収録された。
「日本版ウォール・オブ・サウンド」を体現したようなポップで分厚いサウンドのこの曲は、大滝自身も納得している作品で、レコーディングの際に初めてイントロの演奏を聴いたとき、「『これだよこれ』って。あの瞬間はいまだに忘れられないね。あれ以上に至福の時はなかった。あのイントロがジャーンって鳴った時にね、今まで何年間か研究してきた（フィル）スペクター・サウンドが自分のものにできたとういうかね。ようやく報われたなぁって感じがして」と感動したという。伊藤銀次も、このスペクター方式に驚き、佐野元春もびっくりしたという。
プロモ・シングルはブルー・レーベルとイエロー・レーベルの2種類があり、どちらもクリア・ヴィニール仕様。
日本音楽著作権協会（JASRAC）の著作権使用料分配額（国内作品）ランキングでは2013年度の年間6位を記録した。

## 収録曲

### SIDE A
1. 君は天然色  –  (4:42)  OT-5
松本隆 作詞、大瀧詠一 作曲、多羅尾伴内 編曲

### SIDE B
1. カナリア諸島にて  –  (3:58)  OT-6
松本隆 作詞、大瀧詠一 作曲、多羅尾伴内 編曲

## ミュージック・ビデオ
「君は天然色」の発表から40年にあたる2021年3月21日、大滝の楽曲・全177曲が各音楽サブスクリプションサービスにて解禁された。それに先立ち「君は天然色」のミュージック・ビデオが初めて制作され、3月3日にYouTubeのソニー・ミュージックエンタテインメント公式チャンネルで公開された。
ビデオは永井博が描いたイラスト群を依田伸隆が構成・配置して制作された。依田はかねてより大滝作品の大ファンで、前年には「君は天然色」をエンディングテーマに使用したテレビアニメ『かくしごと』のエンディングアニメーションも担当している。

## 「君は天然色」カバー
| 歌手                                          | 収録作品（初出のみ）                                                             | 発売日         | 規格                       | 品番                             |
| --------------------------------------------- | -------------------------------------------------------------------------------- | -------------- | -------------------------- | -------------------------------- |
| LONG VACATION                                 | LONG VACATION'S TOUCH VOL.1                                                      | 1992年6月26日  | CD                         | SW-003                           |
| ゴスペラーズ                                  | カレンダー                                                                       | 1996年7月1日   | CD                         | KSD2-1130                        |
| 堂島孝平 × GO-GO KING RECORDERS               | ナイアガラで恋をして Tribute to EIICHI OHTAKI                                    | 2002年11月20日 | CD                         | WPC6-10237                       |
| 堂島孝平                                      | ドウジマ カレンダー -Dojima Kohei's Second Anthology-                            | 2003年3月19日  | CD                         | COCP-50724                       |
| KRUD                                          | 君は天然色                                                                       | 2003年8月20日  | CD                         | SECL-25                          |
| つじあやの                                    | COVER GIRL 2                                                                     | 2008年9月24日  | 2CD+DVD                    | VIZL-305【初回生産限定盤】       |
| つじあやの                                    | COVER GIRL 2                                                                     | 2008年9月24日  | 2CD                        | VICL-63078【通常盤】             |
| 大貫妙子                                      | A LONG VACATION from Ladies                                                      | 2009年11月4日  | CD+DVD                     | UMCK-9304【初回限定盤】          |
| 大貫妙子                                      | A LONG VACATION from Ladies                                                      | 2009年11月4日  | CD                         | UMCK-1333【通常盤】              |
| CHiP SHOP BOYZ WITH ANDROiD SiNGERS ORCHESTRA | A LONG VACATION 南国アンドロイド・カバー                                         | 2011年3月21日  | CD                         | DOCB-12342                       |
| 小原孝                                        | 小原孝のピアノ詩集 〜SWEET MEMORIES〜                                            | 2011年10月5日  | CD                         | KICS-1719                        |
| Catia                                         | 恋BOSSA                                                                          | 2012年7月4日   | CD                         | TOCP-71314                       |
| ニートボーイスカウトキャラバン                | まるで中学二年生                                                                 | 2012年10月17日 | CD                         | HRAD-00043                       |
| Various Artists                               | ザ・メモリーズ -80's 想い出ボッサ-                                               | 2013年4月10日  | CD                         | SCMD-037                         |
| 垂石雅俊                                      | 夏うた                                                                           | 2014年7月9日   | CD                         | KICS-3074                        |
| 松田彬人                                      | TVアニメ『響け!ユーフォニアム2』オリジナルサウンドトラック「おんがくエンドレス」 | 2017年1月11日  | CD                         | LACA-9479~9481                   |
| ISEKI                                         | AOR FLAVA -sweet blue-                                                           | 2017年8月30日  | CD                         | TKCA-74543                       |
| 豊崎愛生                                      | AT living                                                                        | 2018年10月24日 | CD                         | SMCL-571                         |
| Various Artists                               | TVアニメ『かくしごと』イメージアルバム feat.君は天然色                           | 2020年5月27日  | CD                         | EYCA-12934                       |
| 藤原さくら                                    | 君は天然色                                                                       | 2021年5月18日  | DL                         |                                  |
| 川崎鷹也                                      | 風街に連れてって!                                                                | 2021年7月14日  | CD+LP+特典本「100%松本隆」 | COZP-1747~1748【初回生産限定盤】 |
| 川崎鷹也                                      | 風街に連れてって!                                                                | 2021年7月14日  | CD                         | COCP-41453【通常盤】             |
| 遊助                                          | 全校集会                                                                         | 2023年9月13日  | CD                         | SRCL-12648                       |

## タイアップ

### 君は天然色
- ロート製薬「新・Vロート」CMソング（1981年）
- キリンビバレッジ「生茶」CMソング（2004年）
- アサヒビール「アサヒすらっと」CMソング（2010年）
- スズキ「アルトエコ」CMソング（2011年）
- サントリー「金麦糖質75%オフ」CMソング（2012年）
- BS12 トゥエルビ『ザ・カセットテープ・ミュージック』OPソング（2017年 - ）
- TOKYO MX『日曜はカラフル!!』OPソング（2019年 - 2020年）
- テレビアニメ『かくしごと』EDテーマ（2020年）
- ダイハツ工業 「ムーヴキャンバス」CMソング （2020年） - 藤原さくらによるカバー[12]
- 映画『私をくいとめて』劇中歌（2020年12月18日公開）[13]
- 岩手朝日テレビ『Go!Go!いわて』テーマ曲（2021年〜）
- 映画「劇場編集版 かくしごと -ひめごとはなんですか-」EDテーマ（2021年7月9日公開）
- パラマウントベッド「INTIME」CMソング（2023年10月 - ）

## 発車メロディとしての使用
2020年10月1日から、大滝の出身地の岩手県奥州市にある東日本旅客鉄道（JR東日本）東北新幹線水沢江刺駅において、本曲が発車メロディとして使用されている。大滝のファンや鉄道ファンの市民有志らが、各地で行われている地元ゆかりの楽曲を駅の発車メロディに採用している動きにヒントを得て、大滝を顕彰する機運の醸成、市のイメージアップなどを目的に導入を提唱。地道な署名運動が行われ、当時奥州市長の小沢昌記を会長とする官民協働組織「水沢江刺駅発車メロディ導入実行委員会」がJR東日本盛岡支社に要望書を提出し、受理され実現への運びとなった。1番線では冒頭〜Aメロ部分、2番線ではサビの部分のアレンジが使用されている。

## その他
ポルノグラフィティが2006年11月22日に発売した6thアルバム『m-CABI』収録曲「NaNaNa ウィンターガール」は、本作のオマージュソングとなっており、歌詞の中には「君は天然色」というフレーズが登場する。

## リリース日一覧
| 地域 | タイトル                      | リリース日    | レーベル           | 規格               | カタログ番号 |                                          |
| ---- | ----------------------------- | ------------- | ------------------ | ------------------ | ------------ | ---------------------------------------- |
| 日本 | 君は天然色 / カナリア諸島にて | 1981年3月21日 | NIAGARA ⁄ CBS/SONY | 7"シングルレコード | 07SH 944     | タイトルトラックはシングル・ヴァージョン |